# Ramanathapuram (Distrikt)
Der Distrikt Ramanathapuram (Tamil: இராமநாதபுரம் மாவட்டம்; früher: Ramnad) ist ein Distrikt des indischen Bundesstaates Tamil Nadu. Verwaltungszentrum ist die namensgebende Stadt Ramanathapuram. Der Distrikt Ramanathapuram hatte bei der Volkszählung 2011 eine Fläche von 4.104 Quadratkilometern und rund 1,4 Millionen Einwohner. Zum Distriktgebiet gehört die Stadt Rameswaram, ein wichtiger hinduistischer Pilgerort.

## Geografie

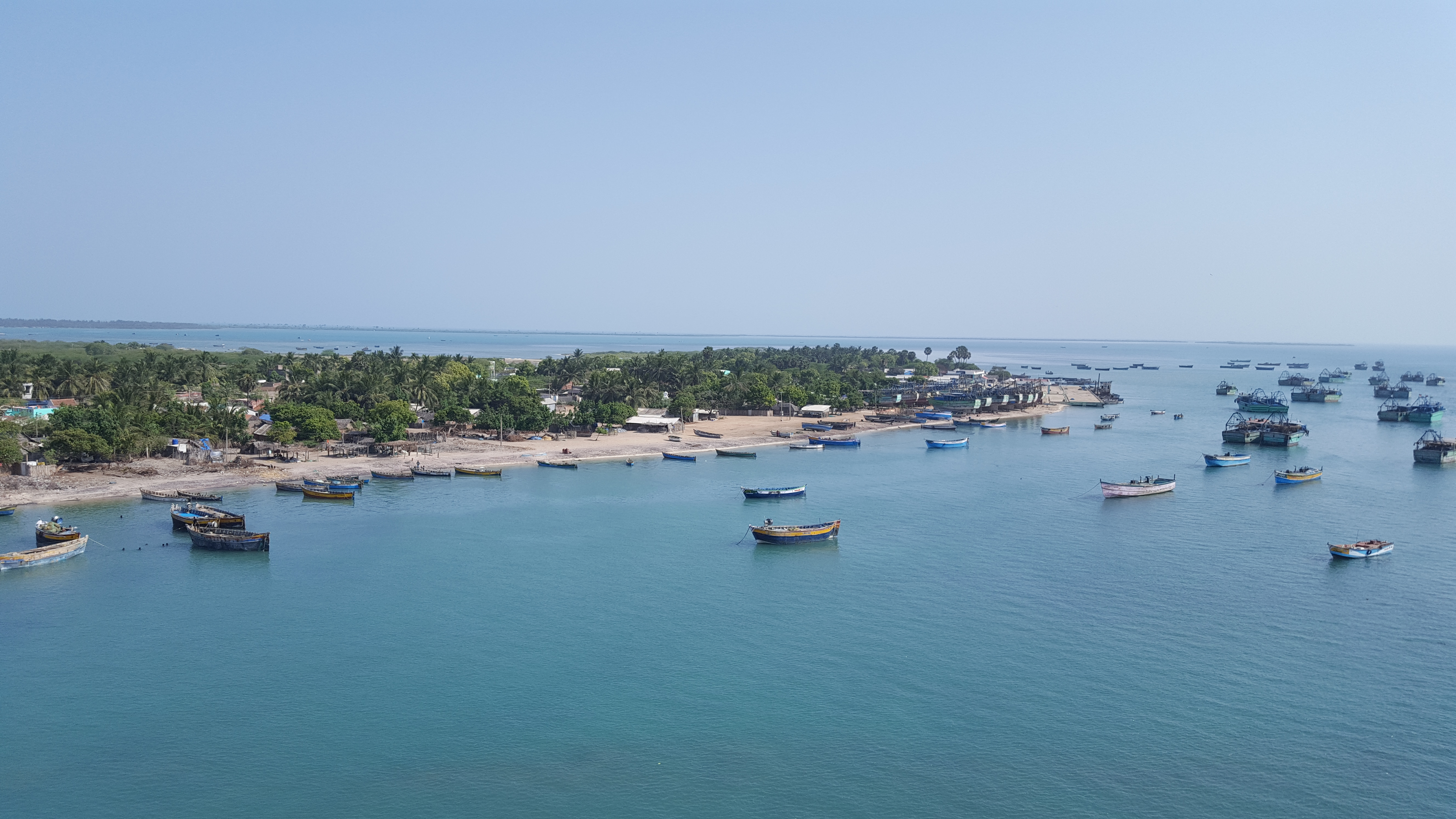
Die Insel Pamban von der Pamban-Brücke aus gesehen

Der Distrikt Ramanathapuram liegt an der Küste im Süden Tamil Nadus. Nachbardistrikte sind Thoothukudi im Südwesten, Virudhunagar im Westen, Sivaganga im Norden und Pudukkottai im Nordosten.
Die Fläche des Distrikts Ramanathapuram beträgt 4.104 Quadratkilometer. Die Distrikthauptstadt Ramanathapuram liegt im Binnenland im Zentrum des Distrikts. Etwas weiter nördlich mündet der Fluss Vaigai ins Meer. Die Länge der Küstenlinie des Distrikts Ramanathapuram beträgt 271 Kilometer (fast ein Drittel der gesamten Küstenlänge Tamil Nadus). Zum Distrikt gehört eine spitz zulaufende Halbinsel, welche die Palkbucht im Norden vom Golf von Mannar im Süden trennt. Am Ende der Halbinsel liegt die vorgelagerte Insel Pamban mit der Stadt Rameswaram. Von dem an der äußersten Spitze der Pamban-Insel gelegenen Ort Dhanushkodi sind es weniger als 30 Kilometer nach Sri Lanka. In der Meerenge liegt eine Kette von Inseln, die als Adamsbrücke bekannt ist.
Nach der offiziellen Statistik 2016–17 waren 1726,46 km² für den Ackerbau genutzt, 308,82 km² wurden für Kulturbäume oder andere Kulturpflanzen genutzt, 1057,78 km² waren Brachflächen und nur 44,88 km² (1,1 %) waren Waldflächen.
Im Distrikt Ramanathapuram herrscht ein wechselfeuchtes Tropenklima vor. Die Jahresmitteltemperatur in Ramanathapuram beträgt 28,8 °C, das Jahresmittel des Niederschlages liegt bei 835 mm. Die meisten Niederschläge fallen während des Nordostmonsuns zwischen Oktober und Dezember.

## Geschichte
Das Epos Ramayana schildert, wie der Hindu-Gott Rama (eine Inkarnation Vishnus) eine Brücke nach Lanka bauen ließ, um seine Frau Sita aus der Entführung durch den Dämonenkönig Ravana zu retten. Diese Brücke wird mit der Adamsbrücke identifiziert. Bei seiner Rückkehr soll Rama in Rameswaram einen Tempel gegründet haben.

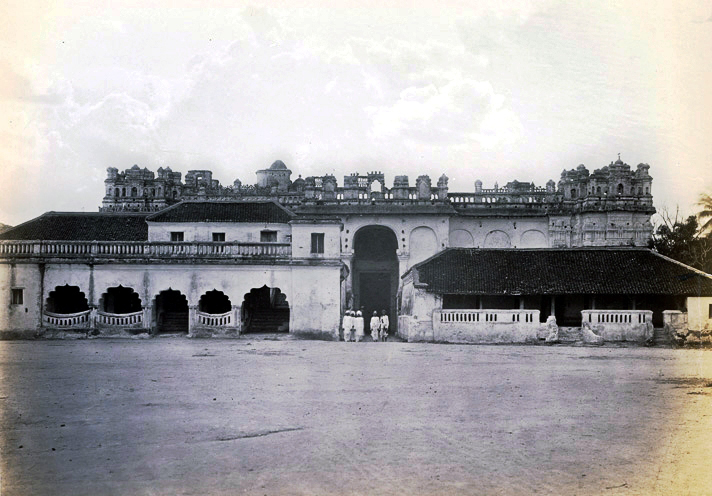
Palast der Setupatis von Ramanathapuram (Foto von 1868)

Die lokalen Machthaber in der Region von Ramanathapuram trugen seit dem 14. Jahrhundert den Titel Setupati („Brückenherren“) und erhoben den Anspruch, sie seien von Rama beauftragt worden, die Pilger in Rameswaram zu beschützen. Anfang des 17. Jahrhunderts verliehen die Nayaks von Madurai den Titel Setupati offiziell dem Geschlecht der Maravan. Raghunatha Kilavan (1673–1708) verlegte die Hauptstadt der Setupatis von Pogalur nach Ramanathapuram und ließ die Stadt befestigen. 1725 übernahm ein Usurpator den Thron. Einer seiner Vasallen verbündete sich aber mit dem rechtmäßigen Erben und dem Raja von Thanjavur, setzte den Usurpator ab und erzwang die Teilung seines Herrschaftsgebiets: Der Nordteil fiel an Thanjavur, der rebellische Vasall machte sich als Raja von Sivaganga selbstständig und der Erbe erhielt ein Gebiet, das in etwa dem heutigen Distrikt entspricht. 1795 enthoben die Briten den Setupati Muthuramalinga seines Amtes und unterstellten Ramanathapuram der Verwaltung Britisch-Indiens, setzten aber die Erben seiner Schwester als Zamindars (Grundherren) ein. 1892 wurde das Zamindari-System abgeschafft, der Palast von Ramanathapuram ist aber bis heute im Besitz der Setupati-Familie.
Während der Kolonialzeit gehörte das Gebiet von Ramanathapuram zunächst zum Distrikt Madurai. 1910 wurde der Distrikt Ramnad (Ramanathapuram) aus Teilen der Distrikte Madurai und Tirunelveli gegründet. Während der britischen Kolonialzeit gehörte der Distrikt Ramanathapuram zur Provinz Madras. Nach der indischen Unabhängigkeit kam er im Zuge des States Reorganisation Act 1956 an den neuformierten Bundesstaat Madras, der nunmehr die tamilischsprachigen Gebiete umfasste und 1969 in Tamil Nadu umbenannt wurde. Am 8. März 1985 wurden die Distrikte Sivaganga und Virudhunagar per Anordnung der Regierung Tamil Nadus aus Teilen Ramanathapurams neu gebildet. Am 1. September 1998 wurden 23 Dörfer und am 20. Februar 1999 ein weiteres Dorf vom Distrikt Ramanathapuram an den Distrikt Sivaganga abgegeben.

## Bevölkerung

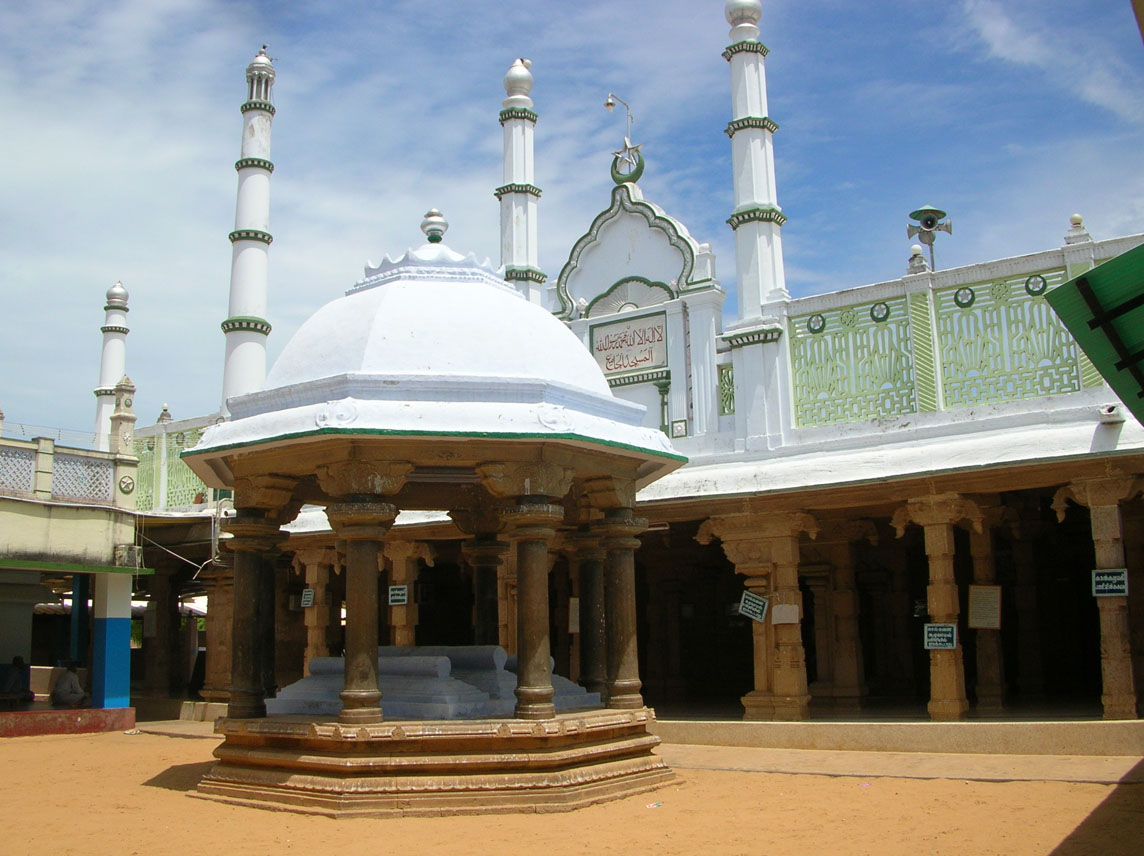
Die Freitagsmoschee von Keelakarai

Bei der indischen Volkszählung 2011 hatte der Distrikt Ramanathapuram 1.353.445 Einwohner. Die Bevölkerungsdichte lag mit 330 Einwohnern pro Quadratkilometer deutlich unter dem Durchschnitt Tamil Nadus (555 Einwohner pro Quadratkilometer). 30 Prozent der Einwohner des Distrikts lebten in Städten. Der Urbanisierungsgrad war damit ebenfalls niedriger als der Mittelwert des Bundesstaates (48 Prozent). 18 Prozent der Einwohner des Distrikts waren Angehörige registrierter niederer Kasten (Scheduled Castes). Die Alphabetisierungsquote entsprach mit 81 Prozent dem Durchschnitt Tamil Nadus (80 Prozent).
Unter den Einwohnern des Distrikts Ramanathapuram stellten die Hindus nach der Volkszählung 2011 mit 77 Prozent die Mehrheit. Daneben gab es größere Minderheiten von Muslimen (15 Prozent) und Christen (7 Prozent). Der muslimische Bevölkerungsanteil ist der höchste aller Distrikte Tamil Nadus. Der Islam gelangte durch den Seehandel mit der Arabischen Halbinsel bereits früh in die Küstengebiete Südindiens. Die im Distrikt Ramanathapuram gelegene Stadt Keelakarai ist ein historisches Zentrum islamischen Kultur in Tamil Nadu und ist bis heute stark muslimisch geprägt.
Die Hauptsprache im Distrikt Ramanathapuram wie in ganz Tamil Nadu das Tamil. Bei der Volkszählung 2001 wurde es von 97 Prozent der Einwohner des Distrikts als Muttersprache gesprochen. Daneben gab es kleine Minderheiten von Sprechern des Saurashtri (2 Prozent) und des Telugu (1 Prozent). Erstere konzentriert sich auf die Stadt Paramakudi.

## Wirtschaft und Infrastruktur

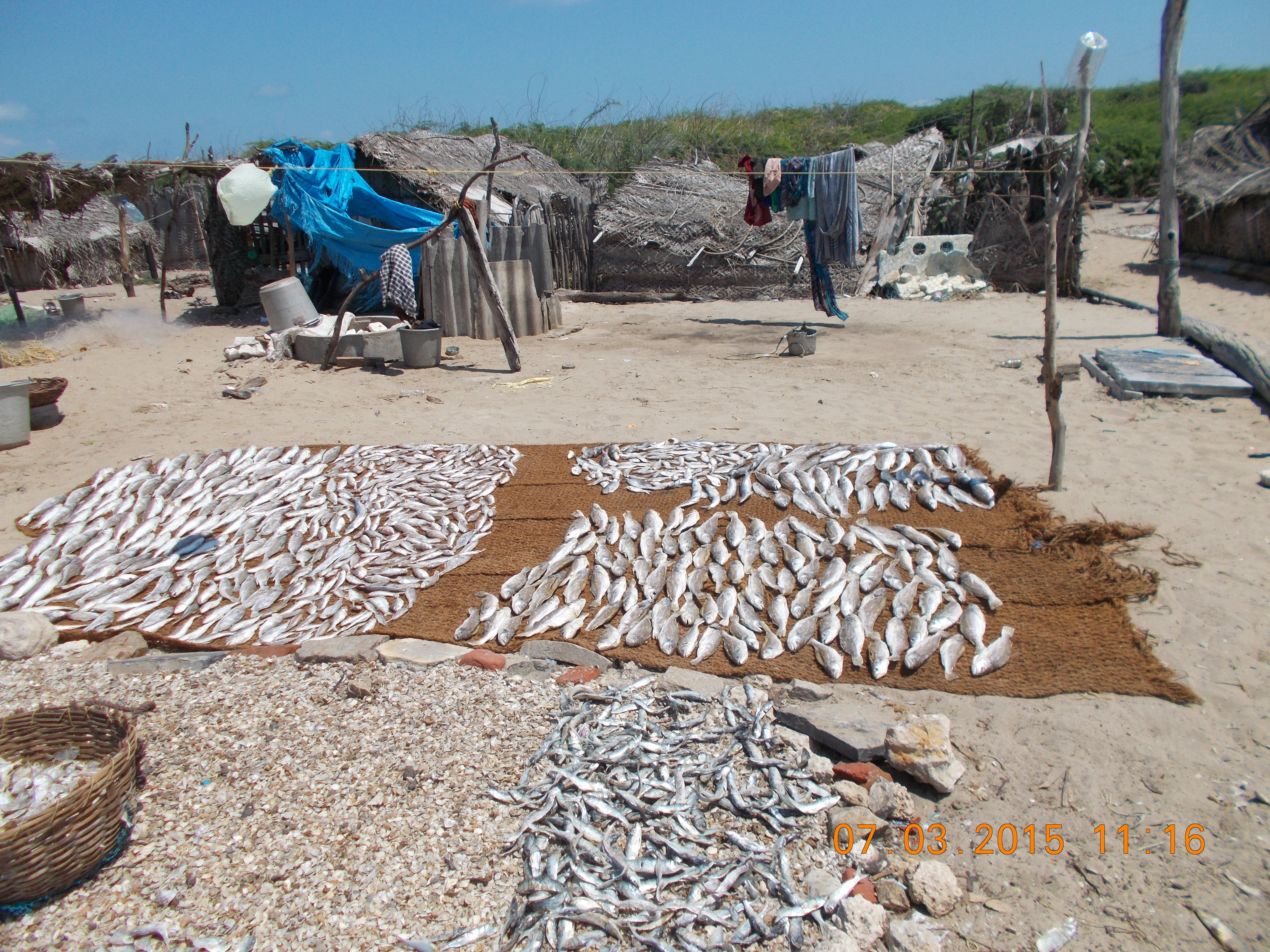
Zum Trocknen ausgelegter Fisch in Dhanushkodi

Die wichtigsten Erwerbszweige im Distrikt Ramanathapuram sind Landwirtschaft und Fischerei. Rund 300.000 Einwohner des Distrikts sind im Agrarsektor beschäftigt. Das wichtigste Anbauprodukt ist Reis gefolgt von Paprika, Kokosnüssen, Erdnüssen und Sorghumhirse (cholam). Die Fischerei beschäftigt rund 170.000 Menschen. Historisch spielte die Perlenfischerei eine große Rolle, deren Bedeutung heute aber zurückgegangen ist. Nach wie vor wird nach Meeresschnecken getaucht. Daneben gibt es neuerdings Garnelenzucht und Fischzucht in Aquakultur. Im Distrikt Ramanathapuram befindet sich der Solarpark Kamuthi. Bei seiner Fertigstellung 2016 war er der leistungsstärkste Solarpark der Welt.
Der Distrikt Ramanathapuram ist über den National Highway 49 an das Fernstraßennetz angeschlossen. Dieser führt von Madurai über Paramakudi und Ramanathapuram nach Rameswaram. Daneben besteht eine Eisenbahnverbindung nach Rameswaram. Die Insel Pamban, auf der Rameswaram liegt, ist durch die Pamban-Brücke mit dem Festland verbunden. Sie besteht aus zwei separaten Brücken: einer 1974 erbauten Straßenbrücke und einer Eisenbahnbrücke aus dem Jahr 1914. Mit 2.065 Metern ist sie die längste Seebrücke Indiens. Früher führte die Eisenbahnstrecke bis Dhanushkodi, von aus eine Fährverbindung nach Sri Lanka bestand. Die Eisenbahn- und Kaianlagen wurden aber 1964 durch einen verheerenden Zyklon zerstört. Der ersatzweise eingerichtete Fährbetrieb von Rameswaram wurde 1984/85 wegen des Bürgerkriegs in Sri Lanka ebenfalls eingestellt.

## Sehenswürdigkeiten

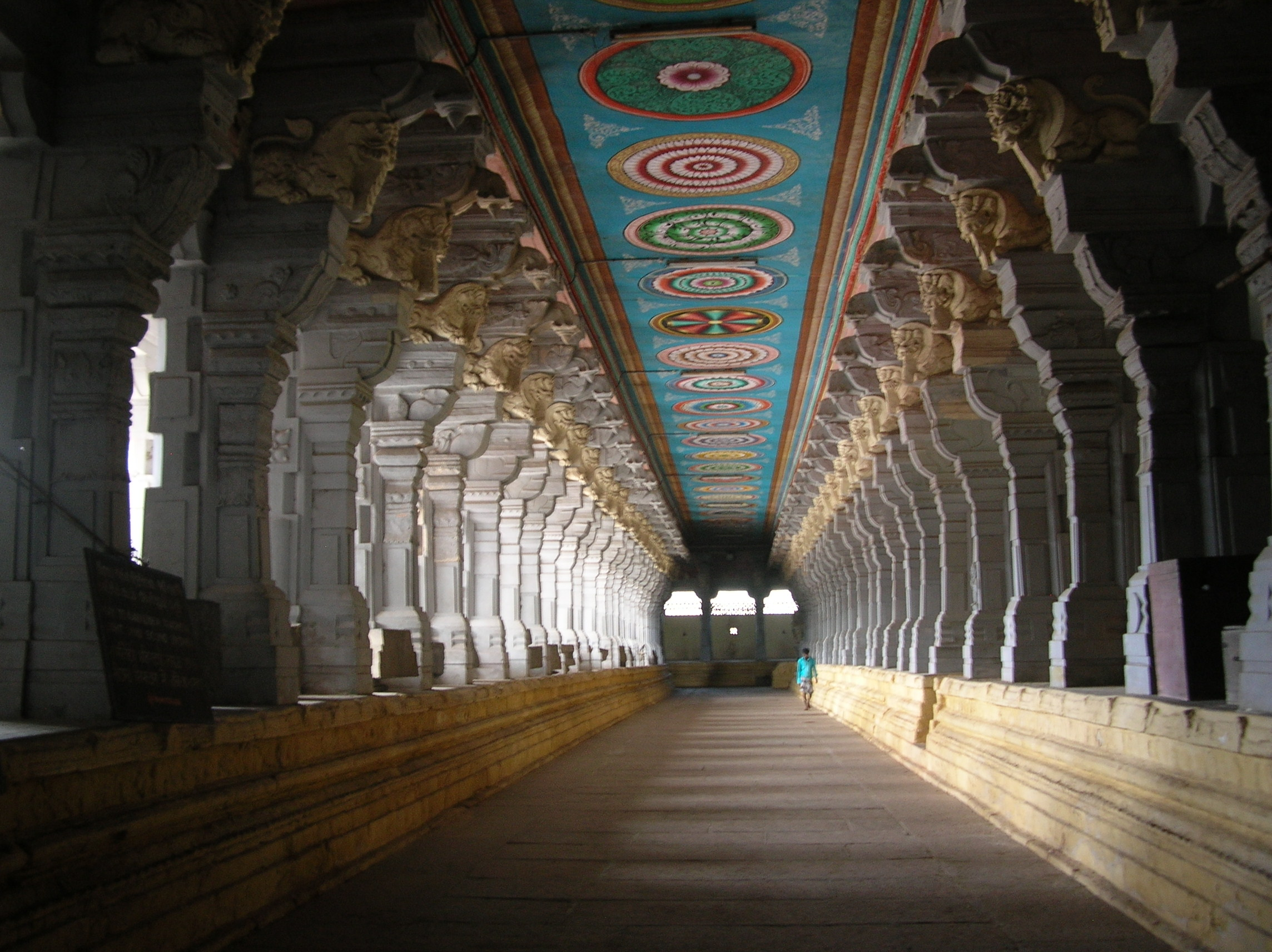
Innenansicht des Ramanathaswami-Tempels

Die auf der Pamban-Insel im Distrikt Ramanathapuram gelegene Stadt Rameswaram gilt Hindus als einer der heiligsten Orte Indiens und zieht große Mengen an Pilgern an. Der Haupttempel der Stadt ist der Ramanathaswami-Tempel, dessen älteste Teile auf das 12. Jahrhundert zurückgehen. Dem Mythos zufolge soll Rama bei seiner Rückkehr aus Lanka hier den Gott Shiva verehrt haben. Daher ist Rameswaram einer der wenigen Orte, die Vishnuiten und Shivaiten gleichermaßen heilig ist.
Hauptsehenswürdigkeit der Distrikthauptstadt Ramanathapuram ist der Palast der Setupati-Herrscher. Er geht auf den Herrscher Raghunatha Kilavan (1673–1708) zurück, der Großteil der Bausubstanz ist aber jüngeren Datums. Ebenfalls sehenswert ist die Christ Church aus dem Jahr 1799.
Die stark muslimisch geprägte Küstenstadt Keelakarai ist eines der historischen Zentren der islamischen Kultur in Tamil Nadu. Davon zeugen zahlreiche Moscheen in der Stadt, deren größte die Freitagsmoschee (Jami Mosque) ist. Die Ruinen einer 1759 von den Niederländern gegründeten Faktorei sind ebenfalls noch vorhanden. Daneben befindet sich eine katholische Kirche.

## Verwaltungsgliederung

### Taluks
Der Distrikt Ramanathapuram war 2017 in acht Taluks unterteilt: Ramthapuram, Thiruvadanai, Rameswaram, Keelakarai, Paramakudi, Mudukulathur, Kadaladi und Kamuthi.

### Städtische Siedlungen
Im Distrikt Ramanathapuram gab es 2011 vier Städte mit eigener Stadtverwaltung (Municipalities), sieben nach dem Panchayat-System verwaltete Kleinstädte (Town Panchayats), sechs Zensusstädte (Census Towns) und 383 bewohnte Dörfer. Angegeben ist die Einwohnerzahl nach der Volkszählung 2011.
Municipalities
- Keelakarai (38.355)
- Paramakudi (95.579)
- Ramanathapuram (61.440)
- Rameswaram (44.856)

Town Panchayats
- Abiramam (8.144)
- Kamuthi (14.754)
- Mandapam (18.427)
- Mudukulathur (14.789)
- R. S. Mangalam (14.565)
- Sayalgudi (14.801)
- Thondi (18.465)

Zensusstädte
- Devipattinam (11.599)
- Melaparthibanur (8.232)
- Pattinamkattan (17.601)
- Periapattinam (9.730)
- Sakkarakottai (15.355)
- Sundarapandianpattinam (4.007)